# Wolfgang Warnemünde
Wolfgang Warnemünde (né le 8 mai 1953 à Grevesmühlen) est un athlète allemand, spécialiste du lancer du disque. 
Représentant la République démocratique allemande, il remporte la médaille de bronze du disque aux championnats d'Europe 1982, devancé par le Tchécoslovaque Imrich Bugár et le Soviétique Igor Duginyets.
Il se classe troisième des Universiades d'été de 1977 et deuxième des Athlétisme à l'Universiades d'été de 1981.